# Botocudos
Pour les articles homonymes, voir Botocudo.

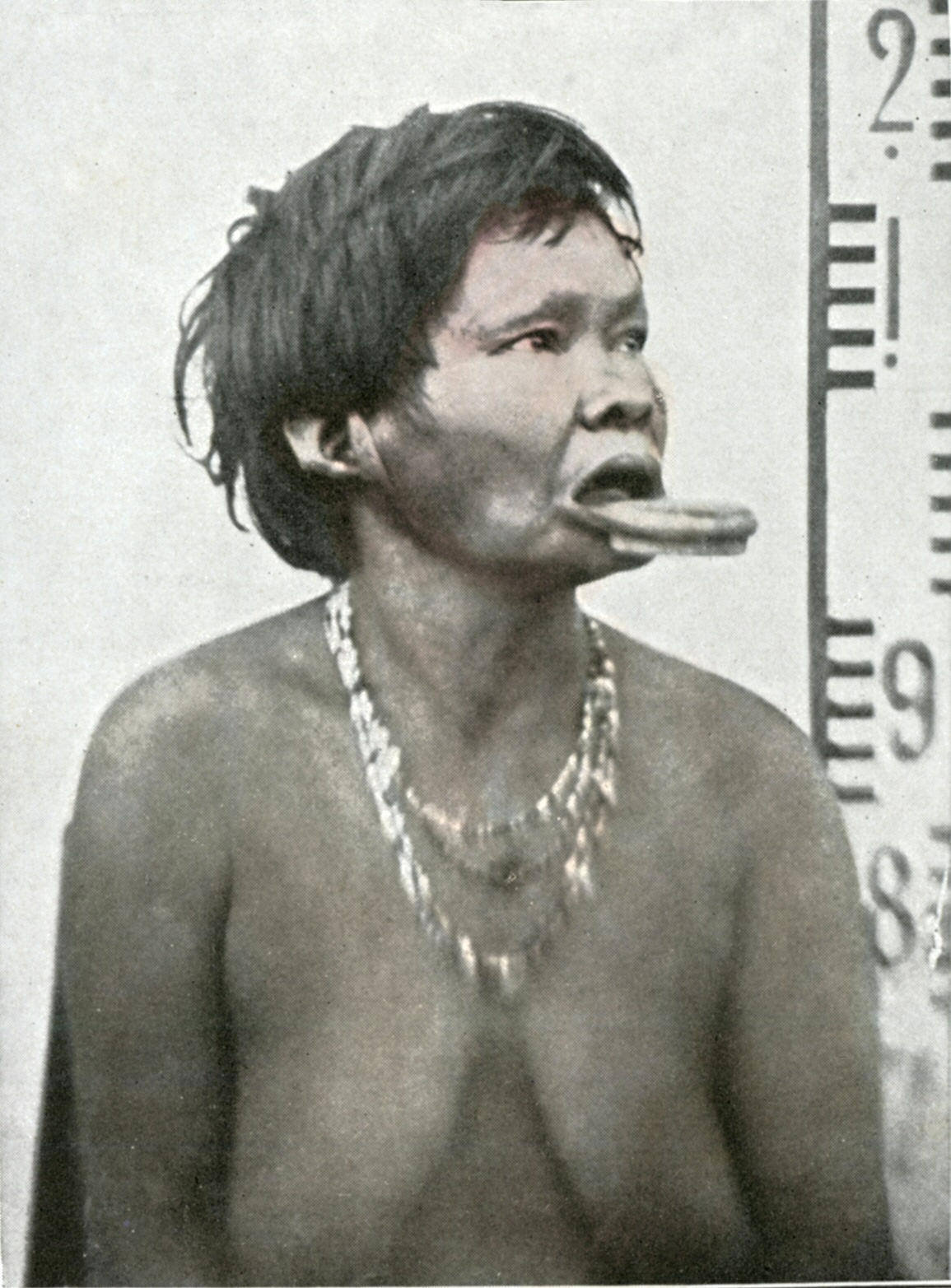
Photographie d'une femme botocudos prise au Brésil vers 1900 (Muséum d'Histoire naturelle de Paris).

Le terme botocudos était le nom générique donné au XIXe siècle par les Portugais à divers groupes d'indiens n'appartenant pas au groupe tupi, comme les kaingangs ou xoklengs dans l'État de Santa Catarina ou les aymorés de l'État de Bahia.

« Ces indiens vivent dans une complète indépendance. Chaque tribu a son chef qu'ils appellent « krainelone ». Leurs habitations ou « kigeme » ne sont que de petites huttes de branchages et de feuilles de palmiers, dont fréquence indique les habitudes nomades de ces indiens. Cependant, ils ont toujours quelque station préférée, à proximité d'un cours d'eau et dans la partie la plus dense de la forêt. L'odeur caractéristique qui s'en exhale et se répand au loin forme une sorte d'atmosphère propre à ces campements. »

## Caractéristiques
Les botocudos vivent essentiellement dans ce qui est de nos jours l'État brésilien du Minas Gerais au Brésil.
Les botocudos portent souvent le labret, disque de bois inséré dans la lèvre inférieure. Deux autres disques sont insérés dans le lobe des oreilles.
À ce sujet, parlant d'un Botocudo qu'il avait rencontré, le peintre François-Auguste Biard a écrit dans son récit intitulé Deux années au Brésil (1862) : « 'Il avait, comme ses compagnons, dans une ouverture faite à la lèvre inférieure, un disque de tige de cactus un peu plus large qu'une pièce de cinq francs. Il s'en servit comme d'une assiette, découpant dessus, avec mon couteau, un morceau de viande fumée qui n'avait qu'à glisser ensuite dans la bouche. Cette façon de se servir de la lèvre en guise de plat me parut d'une grande commodité ».
Dans La madre de todas las luchas, réalisé par Susanna Lira en 2021 montre les luttes du peuple autochtone. Ils luttent pour la reconnaissance des peuples autochtones, pour la protection d'environnement et la lutte des femmes pour leurs droits.

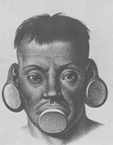
Indien Botocudo par Maximilian zu Wied-Neuwied.
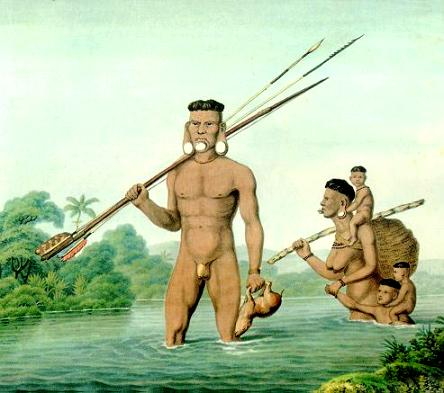
Famille d'amérindiens botocudos par Maximilian zu Wied-Neuwied.
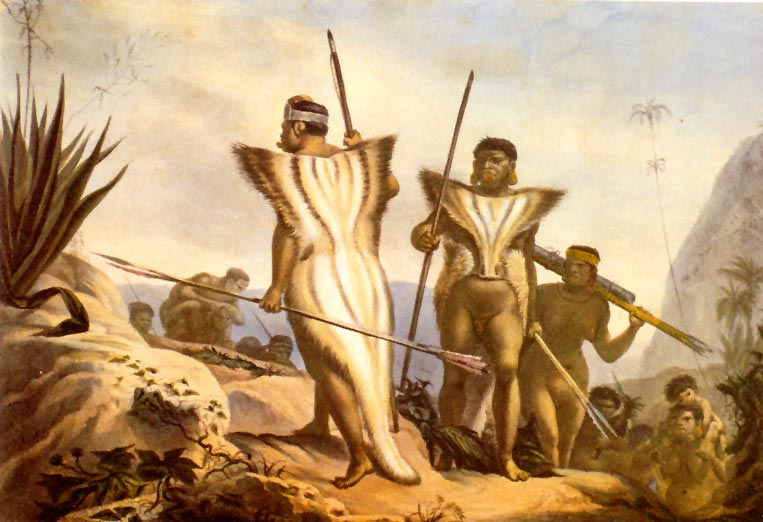
Famille de Botocudos en marche, 1834, par Jean-Baptiste Debret.

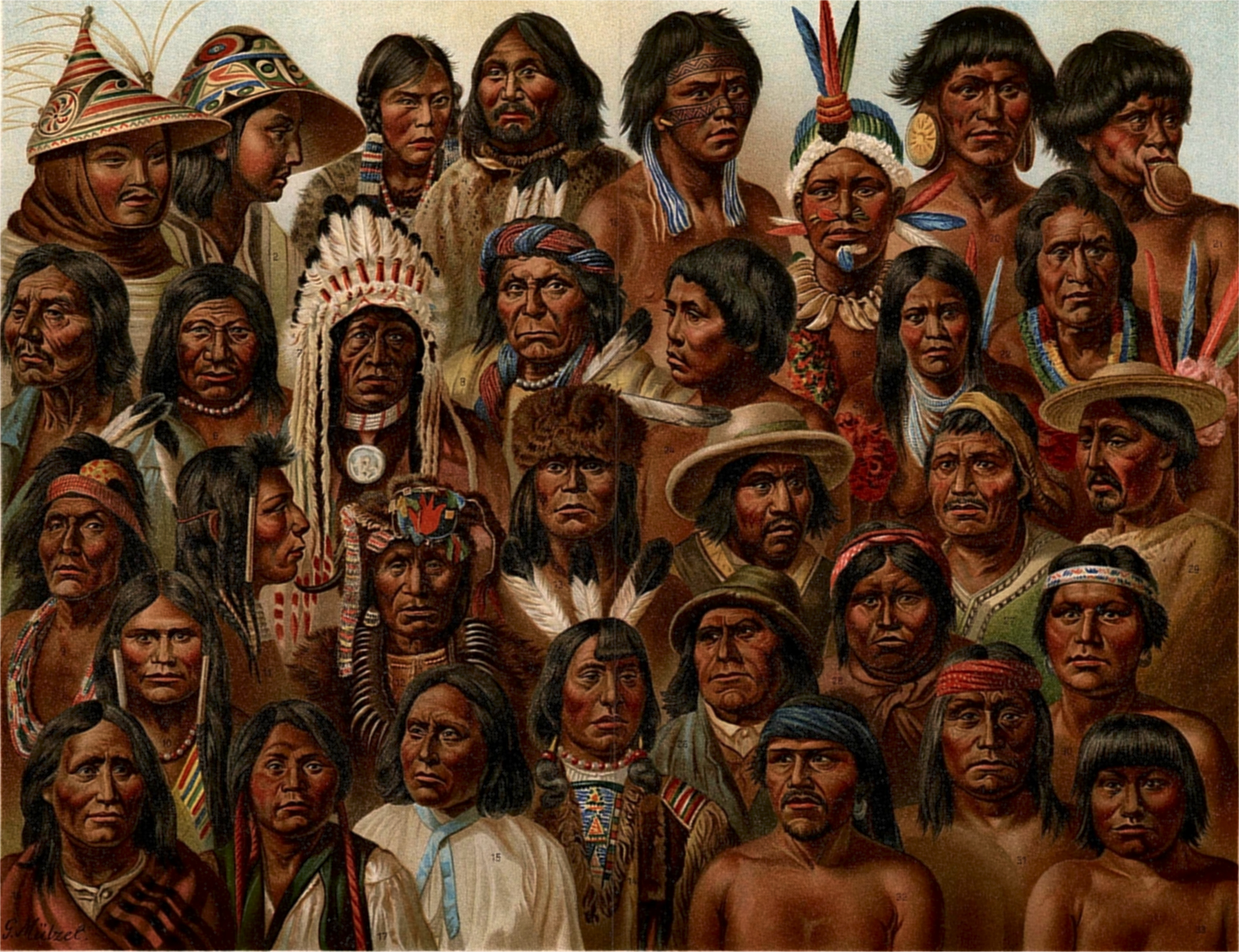
Un couple de Botocudos est représenté en haut et à droite du tableau.